# Buq‘at al Buţayḩah
Buq‘at al Buţayḩah är en slätt i Israel, på gränsen till Syrien. Den ligger i den nordöstra delen av landet.